# Airports Company South Africa
A Airports Company South Africa (ACSA) é uma empresa sul-africana que opera concessões de aeroportos, fundada em 1993. Sua sede é no Maples Office Park em Bedfordview, Ekurhuleni.